# 羅斯康芒鎮區 (密歇根州)
羅斯康芒鎮區（英語：Roscommon Township）是位於美國密歇根州羅斯康芒縣的一個行政鎮區。

## 地方資料
羅斯康芒鎮區的面積為280.55平方千米，當中陸地面積為267.60平方千米，而水域面積為12.95平方千米。根據2020年美國人口普查的數據，當地共有人口4397人，而人口密度為每平方千米15.67人。